# Cardinal secrétaire d'État
Le cardinal secrétaire d'État préside la secrétairerie d'État du Saint-Siège, qui est un des plus anciens mais aussi des plus importants dicastères de la Curie romaine, créé par le pape Innocent VIII par la constitution apostolique Non debet reprehensibile, le 31 décembre 1487. 

## Rôle du secrétaire d'État du Saint-Siège
Chargé des affaires politiques et diplomatiques du Saint-Siège, le secrétaire d'État est aussi considéré comme le « premier ministre » de l'État de la Cité du Vatican, et représente le Souverain pontife, chef de cet État, dans les rapports avec les États et les autres sujets de droit international, pour les relations diplomatiques et les conclusions de traités. Comme tous les autres chefs de dicastère, il est nommé par le pape.
Seul un cardinal peut être nommé secrétaire d'État. Les fonctions peuvent cependant être assumées par un archevêque, qui prend alors le titre de « pro-secrétaire d'État », soit lors du décès ou de la démission du secrétaire d'État, soit en attente de sa création cardinalice, soit parce que le pape en assume lui-même la charge.
À la mort du pape, le cardinal secrétaire d'État quitte ses fonctions, comme les autres chefs de dicastères. Pendant la vacance du siège apostolique (sede vacante), il est membre d'une commission avec le camerlingue et le président de la Commission pontificale pour l'État de la Cité du Vatican pour exercer certaines des fonctions du chef de l'État. 
Le cardinal Pietro Parolin, précédemment nonce apostolique au Venezuela (en) est le secrétaire d’État depuis le 15 octobre 2013.

## Liste des cardinaux secrétaires d'État

### XVIesiècle
- Girolamo Dandini (1551-1555)
- Charles Borromée (1560-1565)
- Tolomeo Gallio (1565-1566)
- Girolamo Rusticucci (1566-1572)
- Tolomeo Gallio (1572-1585)
- Decio Azzolino (1585-1587)
- Alessandro Peretti de Montalto (1587-1590)
- Paolo Emilio Sfondrati (1591)
- Giovanni Antonio Facchinetti de Nuce (1591)
- Pierbenedetto Peretti (1592-1593)
- Pietro Aldobrandini (1593-1605)

### XVIIesiècle
- Silvio Valenti (1605)
- Lanfranco Margotti (1605-1611)
- Porfirio Feliciani (1611-1621)
- Giovanni Battista Agucchi (1621-1623)
- Lorenzo Magalotti (1623-1628)
- Lorenzo Azzolini (1628-1632)
- Pietro Benessa (1632-1634)
- Francesco Ceva (1634-1643)
- Giovanni Battista Spada (1643-1644)
- Giovanni Giacomo Panciroli (1644-1651)
- Fabio Chigi (Pape Alexandre VII) (1651-1655)
- Giulio Rospigliosi (Pape Clément IX) (1655-1667)
- Decio Azzolini le jeune (1667-1669)
- Federico Borromeo (1670-1673)
- Francesco Nerli (1673-1676)
- Alderano Cibo (1676-1689)
- Giambattista Rubini (1689-1691)
- Fabrizio Spada (1691-1700)
- Fabrizio Paolucci (1700-10 mai 1721)

### XVIIIesiècle
- Giorgio Spinola (10 mai 1721-1724)
- Fabrizio Paolucci (1724 - †12 juin 1726)
- Niccola Maria Lercari (14 juin 1726 - 21 février 1730)
- Antonio Banchieri (15 juillet 1730 - †16 septembre 1733)
- Giuseppe Firrao (4 octobre 1733-1740)
- Silvio Valenti Gonzaga (1740-1756)
- Alberico Archinto (1756-1758)
- Luigi Maria Torregiani (1758-1769)
- Lazzaro Opizio Pallavicini (1769-1785)
- Ignazio Gaetano Boncompagni-Ludovisi (1785-1789)
- Francesco Saverio de Zelada (1789-1796)
- Ignazio Busca (1796-1797)
- Giuseppe Doria Pamphili (1797-1799)
- Ercole Consalvi1 (14 mars 1800-17 juin 1806) (1er mandat)

1pro-secrétaire d'État entre le 14 mars et le 15 août 1800

### XIXesiècle
- Filippo Casoni (17 juin 1806-26 mars 1808)
- Giulio Gabrielli (26 mars 1808-25 juillet 1814)
- Ercole Consalvi (25 juillet 1814-1823) (2d mandat)
- Giulio Maria della Somaglia (1823-1828)
- Tommaso Bernetti (17 juin 1828-10 février 1829) (1er mandat)
- Giuseppe Albani (31 mars 1829-1830)
- Tommaso Bernetti2 (1831-1836) (2d mandat)
- Luigi Lambruschini (12 janvier 1836-1846)
- Tommaso Pasquale Gizzi (8 août 1846-17 juillet 1847)
- Gabriele Ferretti (17 juillet 1847-2 janvier 1848)
- Giuseppe Bofondi (2 janvier 1848-10 mars 1848)
- Giacomo Antonelli (10 mars 1848-5 mai 1848) (1er mandat)
- Antonio Francesco Orioli (5 mai 1848-4 juin 1848) (ad interim)
- Giovanni Soglia Ceroni (4 juin 1848-12 août 1848)
- Giacomo Antonelli (12 août 1848 - †6 novembre 1876) (2d mandat)
- Giovanni Simeoni (18 décembre 1876-5 mars 1878)
- Alessandro Franchi (5 mars 1878 - †31 juillet 1878)
- Lorenzo Nina (9 août 1878-16 décembre 1880)
- Ludovico Jacobini (16 décembre 1880 - †28 février 1887)
- Mariano Rampolla del Tindaro (2 juin 1887-12 novembre 1903)

²pro-secrétaire d'État entre 1831 et 1836

### XXesiècle
- Rafael Merry del Val (12 novembre 1903-4 septembre 1914)
- Domenico Ferrata (4 septembre 1914 - †10 octobre 1914)
- Pietro Gasparri (13 octobre 1914-7 février 1930)
- Eugenio Pacelli (pape Pie XII) (7 février 1930-2 mars 1939)
- Luigi Maglione (10 mars 1939 – †22 août 1944)
- inoccupé (1944-1958)
- Domenico Tardini (15 décembre 1958 – †30 juillet 1961)
- Amleto Cicognani (12 août 1961-30 avril 1969)
- Jean-Marie Villot (2 mai 1969 – †9 mars 1979)
- Agostino Casaroli (30 juin 1979-1er décembre 1990)
- Angelo Sodano (1er décembre 1990-15 septembre 2006)

### XXIesiècle
- Tarcisio Bertone (15 septembre 2006-15 octobre 2013)
- Pietro Parolin (depuis le 15 octobre 2013 et créé cardinal le 22 février 2014)